# Köchelstorf
Köchelstorf este o comună din landul Mecklenburg-Pomerania Inferioară, Germania.